# Biblioteca Joanina

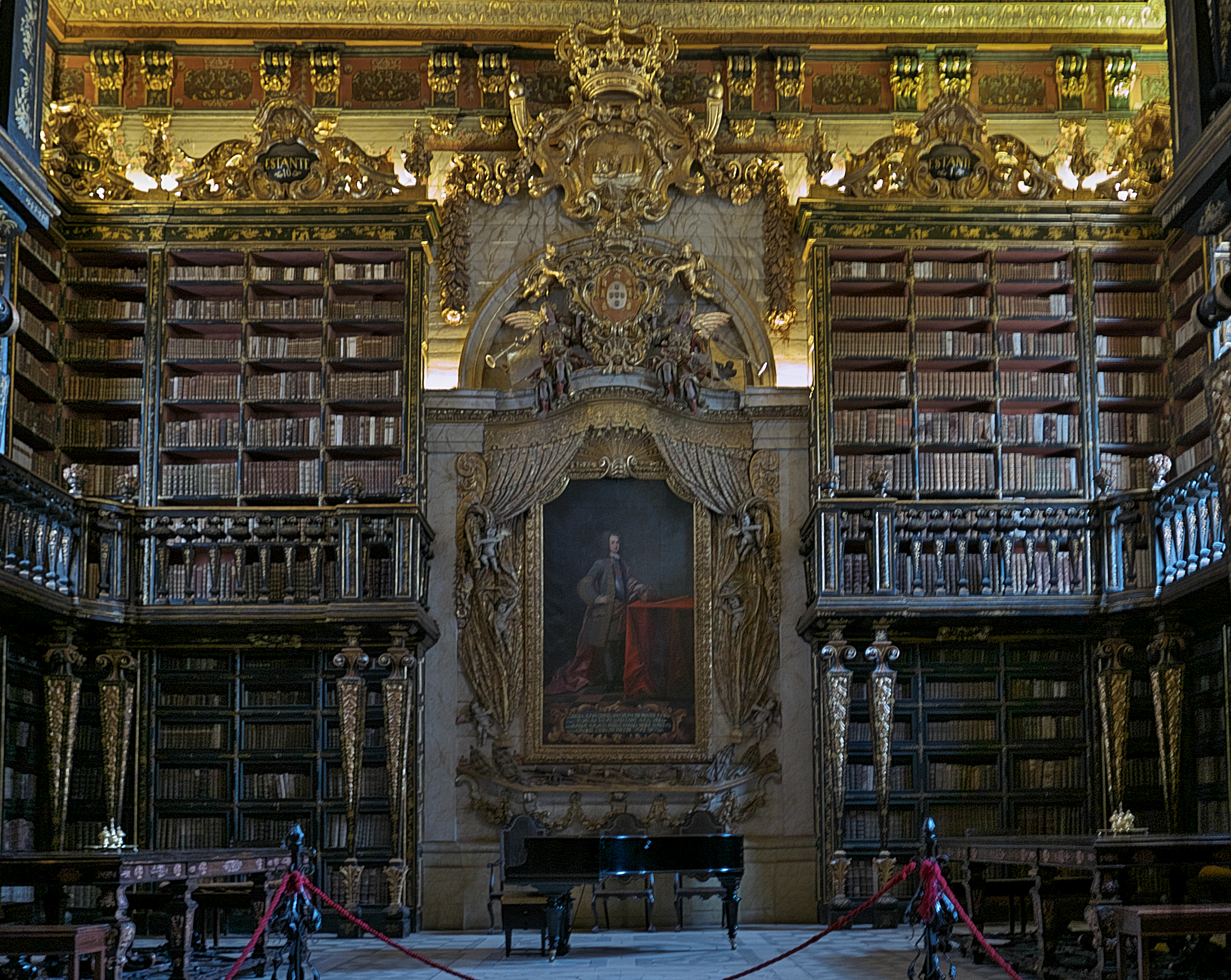
Interior da Biblioteca Joanina

A Biblioteca Joanina é uma biblioteca do século XVIII situada no Paço das Escolas da Universidade de Coimbra, no pátio da Faculdade de Direito da Universidade de Coimbra. Apresenta um estilo marcadamente barroco, sendo reconhecida como uma das mais originais e espectaculares bibliotecas barrocas europeias. Além de local de pesquisa de muitos estudiosos, o espaço é ainda frequentemente utilizado para concertos, exposições e outras manifestações culturais.
Em 2013 o jornal britânico The Telegraph, considerou a Biblioteca Joanina como "a mais espectacular do mundo". Devido à forte necessidade de preservação, em 2014 a Biblioteca entrou para a lista bienal do World Monuments Watch.

## História

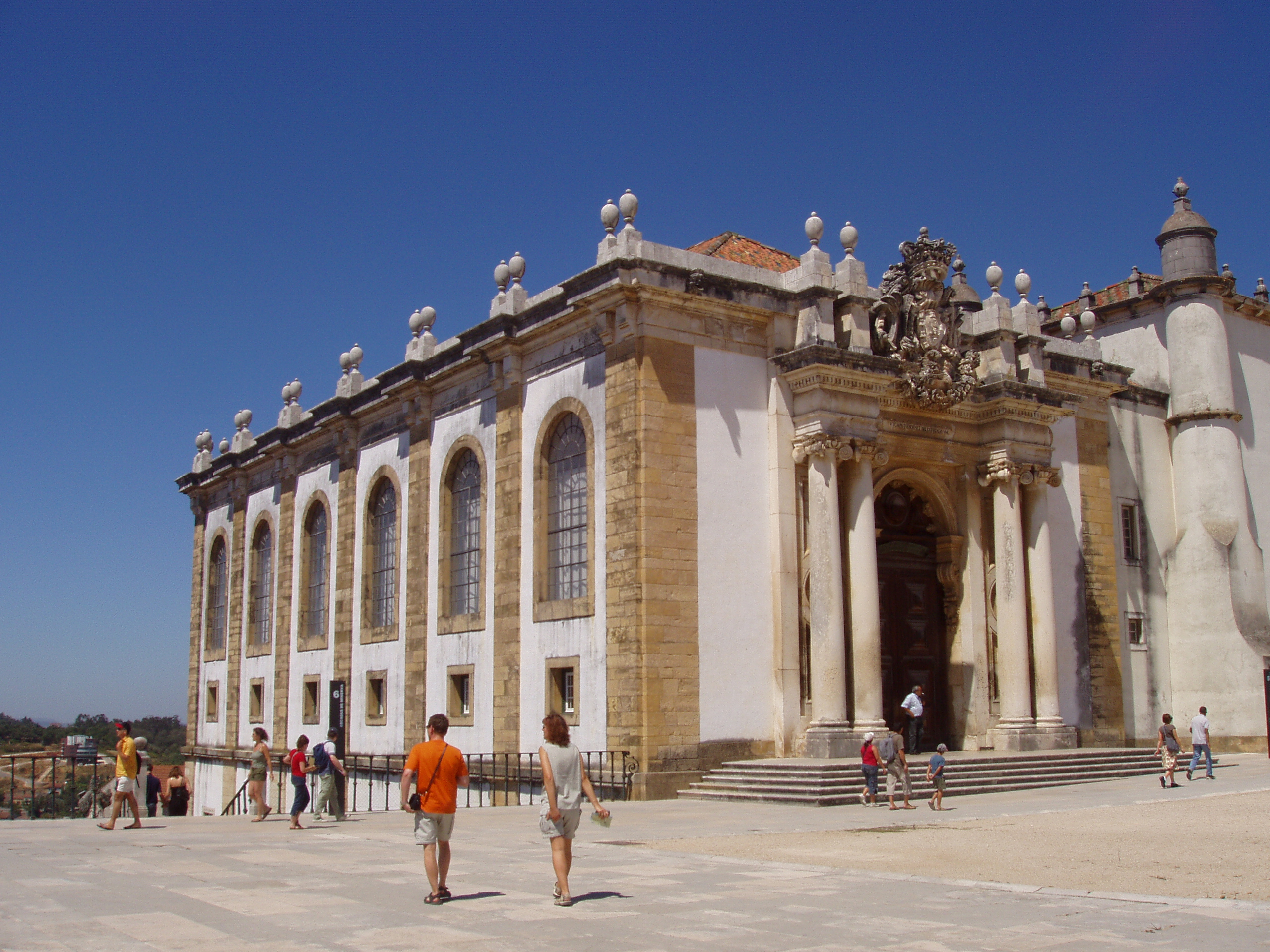
Exterior da Biblioteca Joanina

A sua construção começou no ano de 1717, no exterior do primitivo perímetro islâmico, sobre o antigo cárcere do Paço Real, com o objectivo de albergar a biblioteca universitária de Coimbra, e foi concluída em 1728 .
Apesar de ter sido construída no seguimento do projecto régio de reforma dos estudos universitários (consequência da difusão das correntes iluministas em Portugal), a Biblioteca Joanina é reconhecida como uma das mais originais e espectaculares bibliotecas barrocas europeias.
O mestre de obras foi João Carvalho Ferreira. A decoração pintada só foi realizada alguns anos mais tarde, já nas vésperas da Reforma Pombalina: os frescos dos tectos e cimalhas foram executados por António Simões Ribeiro, pintor,  e Vicente Nunes, dourador. O grande retrato do Rei é atribuído ao italiano Domenico Duprà e a pintura e douradura das estantes foi realizada por Manuel da Silva. O mobiliário, em madeiras exóticas, brasileiras e orientais, foi executado pelo entalhador Francesco Gualdini.

## Caracterização arquitectónica

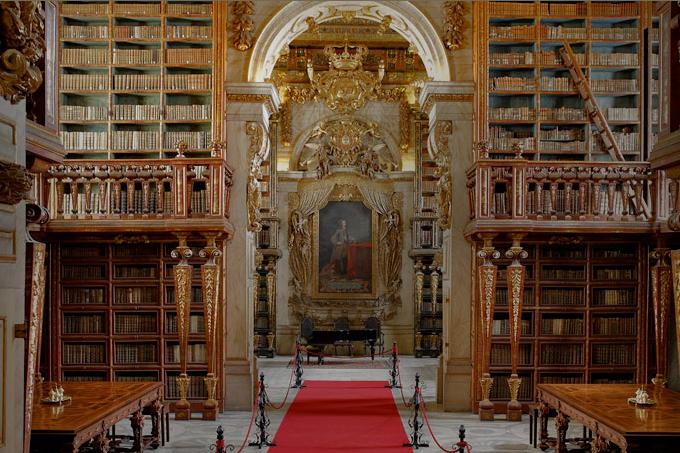
Pormenor do interior da Biblioteca Joanina, que no século XVIII era chamada Casa da Livraria, graças às remessas de ouro vindas do Brasil, foi possível investir em instituições culturais e em construções luxuosas, ricos em materiais que exibiam opulência e grandiosidade na composição, com o uso extensivo de ouro (talha dourada) ou os mármores de várias cores.

Exteriormente assemelha-se a um vasto paralelepípedo, onde se salienta o portal nobre, de estilo barroco, encimado por um grande escudo nacional do tempo do monarca que a mandou construir: D. João V.
Interiormente compõe-se de três salas que comunicam entre si através de arcos idênticos ao portal e integralmente revestidos de estantes, decorados a motivos chineses (na primeira sala em contraste  ouro sobre fundo verde, na segunda, ouro sobre fundo vermelho e na última ouro sobre fundo negro).
Toda a sua arquitectura envolve um retrato de D. João V que, colocado na parede do topo do edifício, na última sala, funciona como "ponto de fuga" da biblioteca da Universidade de Coimbra, também chamada, noutros tempos, Casa da Livraria. 
A nave central da Joanina faz com que a sua estrutura se assemelhe à de uma capela, em que o retrato de D. João V ocupa o lugar do altar. A dourada moldura da tela imita uma cortina, que se abre para exibir, numa "esplendorosa composição alegórica", o rei.

## Números
A Joanina reúne cerca de 70 mil volumes, a maior parte dos quais no andar nobre. Aí se conservam os principais fundos de Livro Antigo (documentos até 1800) da Universidade. 
Os seus cerca de 1250 m² úteis actuais foram obtidos com o arranjo de dois níveis de caves, para depósito e salas de trabalho.